# Percival Farquhar
Percival Farquhar (York, Pensilvânia, 19 de outubro de 1865 — Nova Iorque, 4 de agosto de 1953) foi um empresário e político estadunidense.
Farquhar ficou conhecido por suas atividades empresariais em diversos setores, principalmente no ramo ferroviário e na exploração de recursos naturais na América Latina.

## Biografia
Nasceu em York na Pensilvânia de uma família quaker. Era filho de Arthur Briggs Farquhar, um industrial milionário e Elizabeth Newbold Jessup.
Em 1884, formou-se em engenharia pela Universidade Yale. Formou-se em direito pela Universidade Columbia. Casou-se com Cathya Popescu Farquhar com quem teve três filhos.

### A. B. Farquhar Company
Em 1885 se juntou à firma de seu pai, a A. B. Farquhar Company que produzia motores e equipamentos agrícolas. Além de atender o mercado interno, essas máquinas eram exportadas para a América Latina.
Seu irmão, Francis, assumiu controle da companhia da família enquanto que Percival se aventurou pelo mundo.

### Cuba Railway Company
Em 1898, com a vitória americana na guerra Hispano-Americana, Percival foi a Havana em busca de oportunidades de investimentos. Seu objetivo era obter a concessão para a eletrificação dos bondes da capital. Com seu sócio Tiburcio Castañeda obteve o controle da Havana Tramway, empresa que eles consolidaram em 1902.
Em 25 de abril de 1900, foi fundada a Cuba Company com o intuito de desenvolver Cuba e também construir uma estrada de ferro que cruzasse a ilha toda. Entre seus sócios estavam William Cornelius Van Horne (presidente a Canadian Pacific Railroad), Levi P. Morton (ex-governador de Nova York), Greenville Dodge, e E. H. Harriman (da Union Pacific Railroad). Em 1902, foi formada a companhia subsidiária Cuba Railroad Company.

### Guatemala Central Railroad
Na Guatemala, o sistema ferroviário enfrentava dificuldades. Faltava demanda suficiente para justificar a extensão norte da Guatemala Central Railroad. O empresário Minor C. Keith convenceu a empresa United Fruit Company a plantar bananas na área.
Em 12 de janeiro de 1904, assinou um contrato com o governo. Participou desse contrato William Cornelius Van Horne e Percival Farquhar que representou Minor C. Keith.

### Rio de Janeiro Light and Power
Em junho de 1904, William Mackenzie (1849–1923) fundou a Rio de Janeiro Light and Power Company em Toronto. Para administrá-la convidou o advogado Alexander Mackenzie, o engenheiro Frederick Stark Pearson e Percival Farquhar.
William Mackenzie já havia fundado em 1899 a São Paulo Light and Power Company.
Em 1905, a empresa comprou a concessão de quinze anos para gerar eletricidade que fora concedida ao engenheiro William Reid em 1899. Essa foi a usina de Lajes que ficava a noventa quilometros de distância e tinha capacidade de cinquenta seis mil h.p. A companhia comprou o sistema de bonde a tração animal de Vila Isabel, Carris Urbanos, e São Cristóvão. O objetivo era eletrificar esses bondes.
Em novembro de 1907, depois de difíceis negociações com o município, foi assinado o termo de unificação das três áreas de bondes compradas. A companhia enfrentou oposição de Paulo de Frontin, Eduardo P. Guinle e seu sócio Cândido Gaffrée.

### Port of Pará Company
Em 1905, Percival obteve a concessão para desenvolver transportes fluviais na bacia do Amazonas no porto de Belém.

### Brazil Railway Company
Em 12 de novembro de 1906, no estado do Maine, Percival fundou a Brazil Railway Company, um projeto para interligar a América Latina com ferrovias.
Sua primeira aquisição foi da Estrada de Ferro São Paulo-Rio Grande. Obteve o controle da Estrada de Ferro Sorocabana e Estrada de Ferro Mogiana. E comprou participação na Companhia Paulista.
Em 1910, Percival tentou comprar a São Paulo Railway que detinha o monopólio ferroviário de acesso ao porto de Santos. Essa ferrovia partia da estação do Valongo em Santos para São Paulo (onde se conectava com a Sorocabana) e depois Jundiai (onde se conectava com a Mogiana e Paulista). Sua oferta foi rejeitada. Qualquer tentativa de quebrar o monopólio da São Paulo Railway com uma nova linha falharia por causa da zona anti-competição que a protegia.
A Brazilian Railway (BR) se tornaria a holding dos vários empreendimentos que Percival iniciou no período de 1905 a 1915.
Além da Light carioca, várias ferrovias, e o porto de Belém, a BR controlava um enorme rancho de gado, um abatedouro em São Paulo, uma firma frigorífica no Rio de Janeiro, a Amazon River Steam Navigation Company (empresa de navegação do Amazonas) e terras produtoras de borracha na Bolívia e no Amapá.
O fim do ciclo da borracha em 1912, seguida das guerras nos Balcans em 1913 e o começo da primeira guerra mundial em 1914 foram muito negativos para os negócios de Percival.
Em 1916, ele renunciou como presidente da BR.

#### Sorocabana Railway Company
Em 1906, em sociedade com o banqueiro francês H. Legru, Farquhar arrendou do governo do estado de São Paulo as linhas que foram da Companhia União Sorocabana e Ituana, denominando a nova empresa Sorocabana Railway Company.[carece de fontes?] Lucrativa até 1912, sua situação começa se deteriorar gravemente no final dessa década.[carece de fontes?]
A princípio Fraquhar conseguiu expandir e operar a rede da ferrovia, que chegou a contar em 1911 com 3 061 empregados, atingindo 4 767 em 1918 no último ano antes de ser encampada.[carece de fontes?]
Finalmente o governo do estado de São Paulo, na gestão Altino Arantes, resolve encampar a Sorocabana Railway Company, no dia 9 de setembro de 1919, assumindo novamente sua gestão.[carece de fontes?]

#### Estrada de Ferro Madeira-Mamoré
O Tratado de Petrópolis de 17 de novembro de 1903 resolveu a Questão do Acre. Como parte do acordo, o governo brasileiro se comprometeu a construir uma ferrovia que desse à Bolivia acesso ao mar pela bacia do Amazonas. 

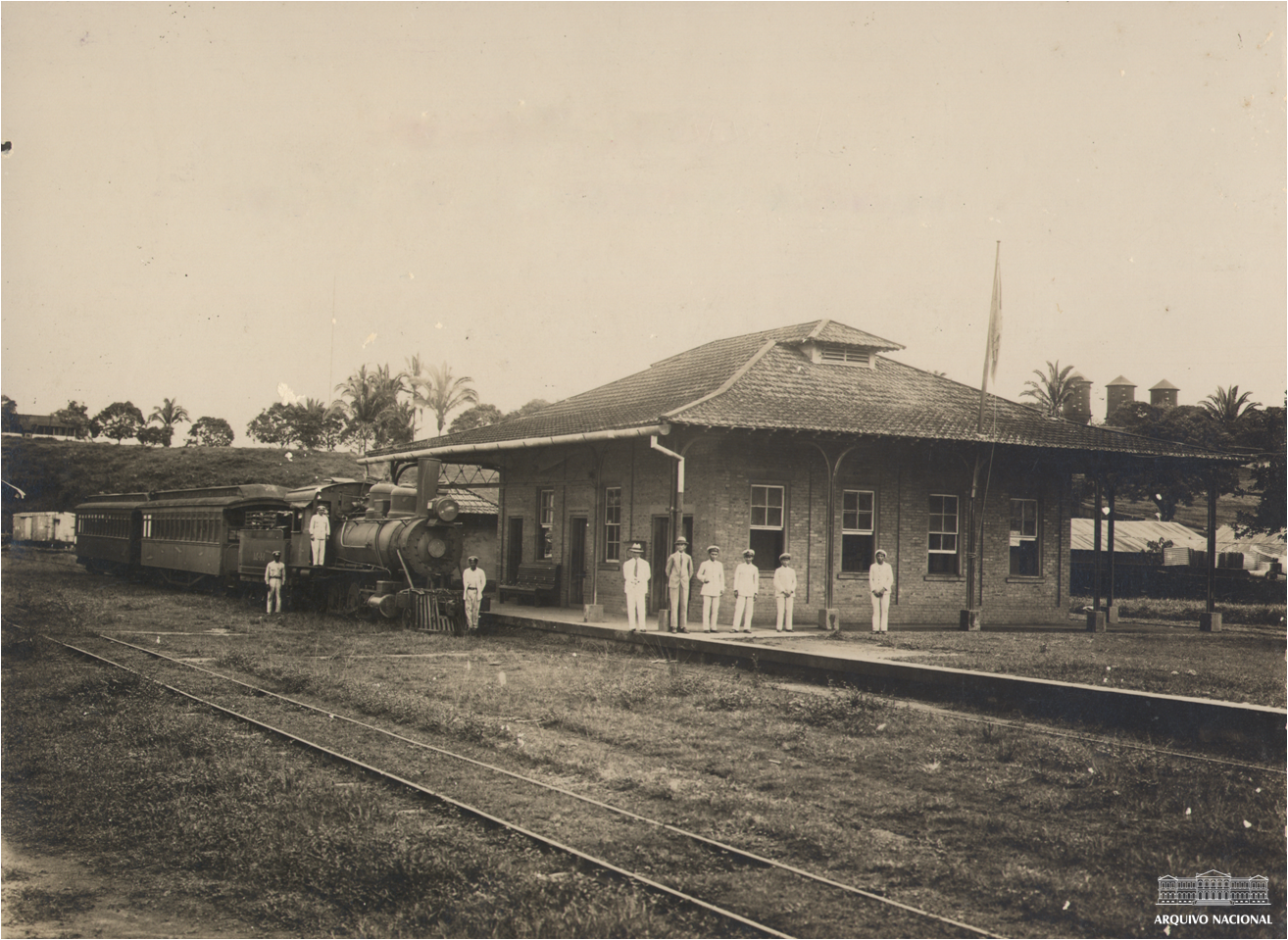
Estação inicial da Ferrovia Madeira-Mamoré, Porto Velho, anos 1910. Arquivo Nacional

Em 1907, Percival reiniciou os trabalhos para a construção da Estrada de Ferro Madeira-Mamoré, projeto que fora iniciado em 1877 pelos americanos irmãos Collins.
Pelas dificuldades encontradas, tanto de construção como de saúde e higiene, ganhou o apelido de "Ferrovia do Diabo." Percival contratou Oswaldo Cruz para fazer os preparativos de sanemanento.
Foi inaugurada em 7 de setembro de 1912. Ajudou a colonizar as áreas de Porto Velho e Guajará-Mirim.

#### Southern Brazil Lumber Company
Junto à concessão da Estada de Ferro São Paulo-Rio Grande veio o controle de uma enorme área, seis milhões de acres, com vegetação e árvores. Percival observou que o Brasil importava madeira para construção.
Em 1913, criou a a Southern Brazil Lumber Company para suprir esse mercado. Desenvolveu um método mais eficiente para secar madeira em Três Barras.
Sua indústria madeireira ocupava uma área de 60 hectares e empregou 800 operários na sua fase inicial. O complexo tinha 214 casas para os empregados superiores (com água encanada, energia elétrica, aquecimento central e água quente). Até uma fábrica de gelo foi ali instalada.[carece de fontes?] Para a diversão dos operários, foi instalado o terceiro projetor cinematográfico trazido para o Brasil.[carece de fontes?] No museu da cidade de Três Barras ainda se pode ver um filme mudo, produzido na década de 20, que mostra uma visita de Percival à cidade. Idoso e simpático, já a caminho da falência, cumprimenta seus funcionários e sorri.

### Itabira Iron Ore Company
Após a derrocada dos seus investimentos feitos entre 1905 e 1915 e sua renúncia da presidência da Brazil Railway (BR) em 1916, Percival voltou aos negócios.
Em 1919, obteve um contrato com o Governo de Epitácio Pessoa para desenvolver reservas de minério de ferro pela Itabira Iron Ore Company. Seu plano era construir um enorme complexo de mineração e siderurgia de aço com um enfoque na exportação da matéria prima, o minério de ferro.
Nos governos subsequentes de Artur Bernardes e Getúlio Vargas enfrentou dura oposição até que foi cancelado o contrato em 1939. Por conta do nacionalismo à época, em 1939 fundou a Companhia Brasileira de Mineração e Siderurgia (CBMS) com os ativos da Itabira Iron. Em 1942, o governo fundou a Companhia Vale do Rio Doce que adquiriu os ativos da CBMS.

### Acesita
Em 1946, fundou a Companhia Aços Especiais Itabira (Acesita), uma empresa siderúrgica de menor porte. Em 1952 o controle dessa empresa passou para o Banco do Brasil por conta de suas dívidas.
Com essa derrota final, Percival se mudou para Nova York onde morreu em 1953.

## Empreendimentos hoteleiros
Percival Farquhar acreditava que nenhum país do mundo poderia se desenvolver adequadamente sem contar com bons hotéis e cozinheiros refinados.

### Rotisserie Sportsman
Para suprir essas lacunas no Brasil do início do século XX, construiu em São Paulo a elegante Rotisserie Sportsman e importou, do famoso Elisée Palace Hotel de Paris, o chef Henri Galon.

### Grand Hôtel de la Plage
Adquiriu em 1911 da firma Prado, Chaves & Cia. o controle da Companhia Balneária de Santo Amaro, empresa fundada em 1892 que, sob a liderança do conselheiro Antonio Prado fora criada para organizar um conjunto turístico e balneário onde hoje fica o centro do Guarujá. A nova empresa de Farquhar passou a se denominar Companhia Guarujá.
Logo encomendou ao escritório técnico Ramos de Azevedo a construção de um hotel de grandes proporções a ser erguido no local onde funcionara, até 1910, o Grand Hôtel de la Plage, construído no final do século XIX por Elias Fausto Pacheco Jordão.
Inaugurou, em 1912, o novo Grand Hôtel de la Plage que era composto por quatro grandes edifícios, de três e quatro andares servidos por elevadores, contando com 220 apartamentos, muitos deles com terraço, de onde se desfrutava uma bela vista para o mar. Novidade para a época: todos os apartamentos dispunham de aparelhos telefônicos.
Havia um pavilhão para banhistas, com 100 cabines, um local para o exercício de ginástica sueca, duas piscinas de água doce, dois parques junto às áreas ainda florestadas, além de um jardim zoológico.
Com suas iniciativas no turismo incipiente do Brasil, criou centenas de empregos e estimulou a concorrência no setor, como paradigma da elegância e bons serviços.

## Guerra do Contestado
O engenheiro João Teixeira Soares, nascido em Formiga, Minas Gerais, projetou, em 1887, o traçado de uma estrada-de-ferro entre Itararé (SP) e Santa Maria (RS), com 1 403 km de extensão, para ligar as então províncias de São Paulo, Paraná, Santa Catarina e Rio Grande do Sul pelo interior, o que permitiria a conexão, por ferrovia, do Rio de Janeiro à Argentina e ao Uruguai. Em 9 de novembro de 1889, poucos dias antes da proclamação da república brasileira, o Imperador D. Pedro II outorgou a concessão dessa estrada-de-ferro a Teixeira Soares. Sua construção teve início em 1897, no sentido norte-sul, tendo o trecho de 264 km entre Itararé e Rio Iguaçu (em Porto União) sido concluído em 1905.
Em 1908 Percival Farquhar, através de sua holding Brazil Railway Company, adquiriu o controle da Companhia de Estrada de Ferro São Paulo-Rio Grande - EFSPRG. Antevendo o enorme potencial de lucro que poderia obter com a exportação de madeira das densas florestas centenárias de araucária existentes na região (sob a copa das araucárias havia imbuias com mais de 10 metros de circunferência) - em terras que viria a receber como doação do governo federal, nos termos do contrato de concessão da ferrovia - já fundara, anteriormente, a Southern Brazil Lumber & Colonization Company, que se tornou conhecida como a Lumber. Farquhar incumbiu o engenheiro Achilles Stenghel de chefiar o ousado empreendimento. Este mandou recrutar, nas principais cidades brasileiras e até no exterior 4 mil operários - mediante a oferta de altos salários e boas condições de trabalho - para aumentar o contingente de mão de obra, que chegou a atingir 8 mil trabalhadores, distribuídos ao longo de 372 km da ferrovia.
O trecho de Porto União a Taquaral Liso foi inaugurado em 3 de abril de 1909 pelo presidente Afonso Pena. A estrada-de-ferro foi solenemente inaugurada em 17 de dezembro de 1910. O engenheiro Achilles Stenghel correspondeu às expectativas de Farquhar: construindo a estrada-de-ferro praticamente a poder de pás e picaretas, sem dispor de maquinários, fez a construção da ferrovia avançar a um ritmo alucinante de 516 metros por dia. A União garantiu, por contrato, à Brazil Railway Company uma subvenção de 30 contos de réis por quilómetro construído e, ainda mais, garantiu juros de 6% a.a sobre todo o capital que fosse investido pela concessionária na obra.[carece de fontes?] Como a Brazil Railway Company, contratualmente, recebia por quilómetro, cuidou de alongar ao máximo a linha, fazendo curvas desnecessárias e economizando assim em aterros, pontes, viadutos e túneis.[carece de fontes?] A companhia, ademais, recebeu do governo 15 km de cada lado da ferrovia, desapropriou 6 696 km² de terras (equivalentes a 276 694 alqueires) ocupadas já há muito tempo por posseiros que viviam na região entre o Paraná e Santa Catarina. O governo brasileiro, ao firmar o contrato com a companhia, declarou a área como devoluta, ou seja, como se ninguém ocupasse aquelas terras. A área total assim obtida deveria ser escolhida e demarcada, sem levar em conta sesmarias nem posses, dentro de uma zona de trinta quilômetros, ou seja, quinze para cada lado. Isso, e até mesmo a própria outorga da concessão feita à Brazil Railway Company, contrariava a chamada Lei de Terras de 1850. Não obstante, o governo do Paraná reconheceu os direitos da ferrovia; atuou na questão, como advogado da Brazil Railway, Affonso Camargo, então vice-presidente do Estado. Essas terras foram oficialmente consideradas, pelo governo, pela Justiça do Paraná, e pela concessionária, como sendo terras devolutas e desabitadas. A realidade dos fatos era, entretanto, bem outra. Seu povoamento tivera início já no século XVIII, com o comércio de gado entre o Rio Grande do Sul e São Paulo, quando ali surgiram os primeiros locais de pouso.
Uma enchente ocorrida em maio de 1911 derrubou a ponte provisória, de madeira, sobre o Rio Uruguai, interrompendo seu tráfego, que só voltou a ser totalmente restabelecido quando da instalação, em 1912, da ponte de aço que se encontra em serviço até hoje.
Durante muito tempo os milhares de habitantes desses longínquos rincões viveram, semi-isolados, da criação extensiva de gado, da coleta de erva mate e da extração rudimentar de madeira para seu próprio consumo. A erva mate podia ser vendida na região do rio da Prata. Se por um lado não se poderá isentar, totalmente, Farquhar na culpa pelos trágicos episódios que vieram a suceder na região do Contestado - como veremos adiante - por outro lado o governo federal, ao doar à Brazil Railway Company - mediante um contrato de concessão de serviços públicos - terras que eram ocupadas há séculos por brasileiros como se fossem terra de ninguém, destacou-se como o principal causador dos graves conflitos ali ocorridos.[carece de fontes?]
Enquanto houve emprego disponível na construção da ferrovia não ocorreram maiores problemas. Ao término das obras, a Brazil Railway Company, por razões que se desconhece, não cumpriu seu compromisso de pagar a viagem de volta às suas cidades de origem para os 4 mil operários que arregimentara Brasil afora.[carece de fontes?] Esses desempregados, carentes de meios para retornar a seus lares, juntaram-se aos demais nativos que foram demitidos da obra e começaram a perambular pela região, carentes de meios de subsistência.[carece de fontes?] Foi lançada aí a primeira semente do que acabaria se tornando a Guerra do Contestado.
Todo o complexo da Brazil Railway Company acabou sendo dominado pela corrupção, indo à concordata em 1917.[carece de fontes?] Em 1940 o governo Getúlio Vargas encampou todos os bens da companhia, incorporando o acervo da ferrovia à RVPSC - Rede Viação Paraná-Santa Catarina.[carece de fontes?] Esta, por sua vez, foi incorporada à RFFSA - Rede Ferroviária Federal S/A em 1957.[carece de fontes?]

## Itabira Iron Ore Company

### Introdução
Em 1904, foi inaugurada o primeiro trecho da Estrada de Ferro Vitória a Minas (CEFVM) ligando Cariacica a Alfredo Maia.[carece de fontes?] Seu objetivo era chegar a cidade mineira de Diamantina, mas com a descoberta das jazidas de minério na região de Itabira/MG, os controladores da Companhia Estrada de Ferro Vitória a Minas solicitaram a alteração da linha de Diamantina para Itabira.[carece de fontes?]
Sua construção chamou a atenção de grupos ingleses para utilizá-la como instrumento de transporte do minério de ferro da região.
Estes grupos adquiriram grandes áreas de terra na região de Itabira, MG e fundaram, em 1909, o Brazilian Hematite Syndicate. Adquiriram também a maioria das ações da estrada de ferro em 1910.[carece de fontes?]
Durante o XI Congresso Geológico e Mineralógico, realizado em Estocolmo, na Suécia, em 1910, o mundo tomou conhecimento dessas reservas, que têm alto teor de ferro e são estimadas em 2 bilhões de toneladas.[carece de fontes?]
Em 1919, Percival Farquhar adquiriu a Itabira Iron Ore Co., empresa criada em 1911 pelo Brazilian Hematite Syndicate, com o objetivo de explorar e exportar o minério da região de Itabira.[carece de fontes?]

### O projeto
Farquhar pretendia extrair o minério de ferro de Itabira para exportá-lo - ao ritmo de cerca de 4 milhões de toneladas/ano - através de Santa Cruz, Aracruz, ES, onde construiria uma pequena usina siderúrgica (com capacidade de 150 mil toneladas/ano), capaz de produzir materiais siderúrgicos mais básicos tais como trilhos, perfis, chapas grossas e vigas.[carece de fontes?]
Navios do Sindicato Farquhar levariam o minério de ferro aos países industrializados e retornariam carregados de carvão mineral, oriundo dos Estados Unidos e da Europa, suprindo assim a ausência desse insumo essencial no Brasil.
Esse ousado e gigantesco projeto, orçado em 80 milhões de dólares, obteve toda a simpatia do presidente da república Epitácio Pessoa, que assinou o famoso Contrato Itabira de 1920. Imediatamente Farquhar passaria a sofrer uma feroz oposição de Arthur Bernardes, presidente do estado, então quase autônomo, de Minas Gerais.[carece de fontes?]
Ambos tinham visões conflitantes e irreconciliáveis. Arthur Bernardes pretendia implantar na região um império siderúrgico, sonhando com uma nova Região do Ruhr em seu estado, enquanto as prioridades de Farquhar se concentravam na exportação do minério bruto e na atividade ferroviária e marítima relacionadas a seu transporte.[carece de fontes?]
A partir de então as opiniões políticas, no Brasil todo, passaram a se polarizar entre essas duas alternativas.[carece de fontes?]
Grupos de tendências mais liberais, adeptos do laissez-faire defendiam, com veemência, o projeto de Farquhar enquanto grupos nacionalistas, entre os quais se incluíam os tenentes e os intelectuais, defendiam ardorosamente a posição de Arthur Bernardes.[carece de fontes?]
Os que apoiavam Farquhar alegavam que o consumo de aço no Brasil jamais justificaria a instalação de uma siderúrgica de grande porte e que os investimentos governamentais deveriam se concentrar no social, deixando para a iniciativa privada a função dos investimentos de risco.[carece de fontes?]
Os que apoiavam a posição de Arthur Bernardes protestavam, aclamando que Minas não poderia repetir o mesmo erro cometido 200 anos antes, quando todo o ouro que ali havia foi levado embora pelos portugueses, restando para Minas Gerais apenas os buracos.[carece de fontes?]
Farquhar colocou-se assim, deliberadamente, no fulcro de uma calorosa e violenta polêmica nacional, que duraria até 1941 e que certamente lhe rendeu muitos inimigos.[carece de fontes?]

### Os percalços
Farquhar sofreu seu primeiro tropeço quando Arthur Bernardes se tornou presidente da república, em 1922, e promulgou uma lei que taxava em 3 mil réis por tonelada o minério de ferro que fosse exportado em bruto, inviabilizando assim o negócio.[carece de fontes?]
Em 1930, Getúlio Vargas, de forte discurso e tendência nacionalista, contando com o apoio dos tenentes, assumiu o poder no Brasil à frente da revolução de 30.

### A encampação
Em 1937, foi outorgada uma nova constituição para o Estado Novo, determinando que a exploração das jazidas minerais no Brasil passe a depender de prévia concessão do governo federal, a qual só poderá ser outorgada a empresas brasileiras, cujos acionistas sejam brasileiros.[carece de fontes?]
Em 1938, caducou o contrato da Itabira Iron Ore.
Como saída, Farquhar criou a Companhia Brasileira de Mineração e Siderurgia (CBMS),em 1939, numa jogada para continuar seus projetos.[carece de fontes?] Essa empresa se apresentou como nacional, dirigida por brasileiros.
O que não foi ventilado era que Percival detinha 47% das ações da nova empresa.[carece de fontes?]
A nova empresa tinha por missão explorar e exportar o minério de ferro e construir uma siderúrgica. A CBMS recebeu do governo a concessão para operar a Vitória a Minas, que a partir desse ano deixou de ser uma empresa e passou a ser um departamento da nova companhia.[carece de fontes?]
Em 1941, Farquhar conseguiu caminhar com seus projetos, inclusive ter liberação e financiamento o término da Estrada de Ferro Vitória a Minas, que ainda não havia chegado ao Pico do Cauê, local da mina em Itabira.[carece de fontes?]
Com o advento da II Guerra Mundial, novamente escassearam-se os recursos financeiros externos. Para consegui-los no Brasil e capitalizar sua nova empresa, Farquhar criou a Companhia Itabira de Mineração, responsável pela extração do minério de ferro.[carece de fontes?]
Esse expediente tardio não surtiu o resultado imaginado por Farquhar.[carece de fontes?]
Negociando habilmente com o governo estadunidense - que precisava sua autorização para operar aviões militares nas bases aéreas do nordeste brasileiro, durante a 2ª Guerra Mundial, Getúlio Vargas conseguiu obter o beneplácito estadunidense para a construção de uma siderúrgica de grande porte no Brasil - que se tornaria a Companhia Siderúrgica Nacional (CSN) e, mais ainda, conseguiu fazer com que os estadunidenses intercedessem junto ao governo inglês no sentido de evitar quaisquer objeções à encampação das reservas de minério de ferro ainda em poder de Farquhar.[carece de fontes?]
Sofrendo pressões por parte dos seus grupos apoiadores, os nacionalistas e militares, Getúlio Vargas foi impelido a tomar uma decisão a respeito da questão da exploração e exportação do minério de ferro.[carece de fontes?]
Assim, por meio de decreto, confiscou todo o patrimônio de Percival Farquhar nesse setor e formou uma nova empresa, estatal.[carece de fontes?]
Estes entendimentos foram denominados os Acordos de Washington, em decorrência dos quais Getúlio Vargas assinou o decreto-lei nº 4.352 de 1º de junho de 1942 criando a Companhia Vale do Rio Doce.
A nova empresa, constituída como uma sociedade anônima de economia mista, encampa as empresas de Farquhar e assume o controle da Estrada de Ferro Vitória a Minas, com o objetivo assegurar o suprimento estratégico de minério de ferro para a recém-criada CSN, bem como para dedicar-se à exportação de minério de ferro.[carece de fontes?]
À guisa de curiosidade: a foto tirada na fundação da Companhia Vale do Rio Doce mostra Getúlio, ao assinar a ata, tendo de um lado o embaixador estadunidense e de outro o embaixador inglês.[carece de fontes?]

## Controvérsias
A atividade empresarial de Farquhar gerou controvérsias e polêmica à época e tempos depois.
A atividade de suas empresas como a Brazil Railroad e a Itabira Iron "provocavam ira na imprensa, e por vezes nas ruas [m]as nos anos anteriores a 1930 o governo não tomou nenhuma medida para agradar a esses nacionalistas," segundo o historiador Steven Topik.
Na avaliação de Francisco Foot Hardman, autor de Trem Fantasma: A Ferrovia Madeira-Mamoré, não seria possível "dizer que Farquhar era um satanás, mas também não podemos adotar uma postura apologética, tornando-o um grande ícone do empreendedorismo."
Seu biográfo, Charles A. Gauld, no livro O Último Titã: Um Empreendedor Americano na América Latina, o retrata como um "capitalista iluminado e cheio de boas intenções." Destemido e arrojado financista, com grande trânsito pelo mercado de capitais da Europa, dizia-se "capaz de financiar qualquer coisa," segundo Gauld.

### Impacto daLumberem Três Barras
O site oficial do município de Três Barras descreve o impacto da Lumber:
A ação da empresa foi devastadora: toda a madeira extraída dos 180 mil ha das terras do município foi exportada... O progresso, porém, custou caro: a Lumber tinha suas próprias leis e funcionava como um território norte-americano dentro do Brasil. Pistoleiros vindos dos Estados Unidos tinham ordem de atirar nos empregados descontentes. Em 1938, Getúlio Vargas estatizou a madeireira, que tinha desviado 2 milhões de libras esterlinas e pedira concordata. Cerca de 1,8 mil trabalhadores ficaram desempregados."

### Administração daSorocabana
Em meados da década de 1910, entretanto, inúmeras reclamações dos usuários começaram a ser feitas pela imprensa e chegaram a repercutir na Câmara de Deputados Estaduais.[carece de fontes?] Em 1914, discursando no plenário da Câmara, o deputado estadual João Martins, apoiado por Campos Vergueiro, declarou possuir notas com informações suficientes para provar:
com dados oficiais, a incorreção dos diretores dessa companhia e a lesão enorme, a lesão injustificável que estaria sofrendo o estado de São Paulo com o arredamento da ferrovia à Sorocabana Railway Company.
C. de Paula Souza, o inspetor geral da Sorocabana, nomeado pelo governo do estado para fazer um laudo de recebimento da ferrovia, assim descreveu a situação da operação em agosto de 1919:
os armazéns estavam repletos de mercadorias aguardando para serem despachadas, havia frequentes interrupções de tráfego devido ao mau estado de conservação das locomotivas, os trens ficavam parados nas estações por falta de água...o leito da ferrovia não oferecia segurança...(Companhia Sorocabana; 1920, p. 3-4)

## Homenagens
Em 2011, o governo do estado de Rondônia condecorou in memoriam com a comenda Marechal Rondon Percival Faquhar e os 876 americanos que comandaram a construção da ferrovia.

## Na cultura popular
Percival Farquhar foi retratado na minissérie Mad Maria, da Rede Globo sendo interpretado pelo ator Tony Ramos.
Já na série Gigantes do Brasil, do History Channel, Percival Farquhar foi interpretado pelo ator Alexandre Barros.